# Цап-відбувайло (фільм, 1921)
«Цап-відбувайло» (англ. The Goat) — американська чорно-біла німа кінокомедія Бастера Кітона 1921 року.

## Сюжет
Волоцюга Бастер, вештаючись по місту в пошуках їжі, внаслідок низки нещасних випадків, збігів і абсурдних непорозумінь, прийнятий за небезпечного злочинця на прізвисько «Снайпер Ден».

## У ролях
- Бастер Кітон — Цап-відбувайло
- Вірджинія Фокс — дочка шерифа поліції
- Джо Робертс — шериф
- Малкольм Ст. Клер — Снайпер Ден
- Едвард Ф. Клайн — поліцейський на телефонному стовпі
- Джо Кітон — епізод
- Луїза Кітон — епізод
- Майра Кітон — епізод